# Bimöhlen
Bimöhlen est une commune allemande de l'arrondissement de Segeberg, dans le Schleswig-Holstein. Elle fait partie de l'Amt Bad Bramstedt-Land (« Bad Bramstedt-campagne ») qui regroupe 14 communes entourant la ville de Bad Bramstedt.

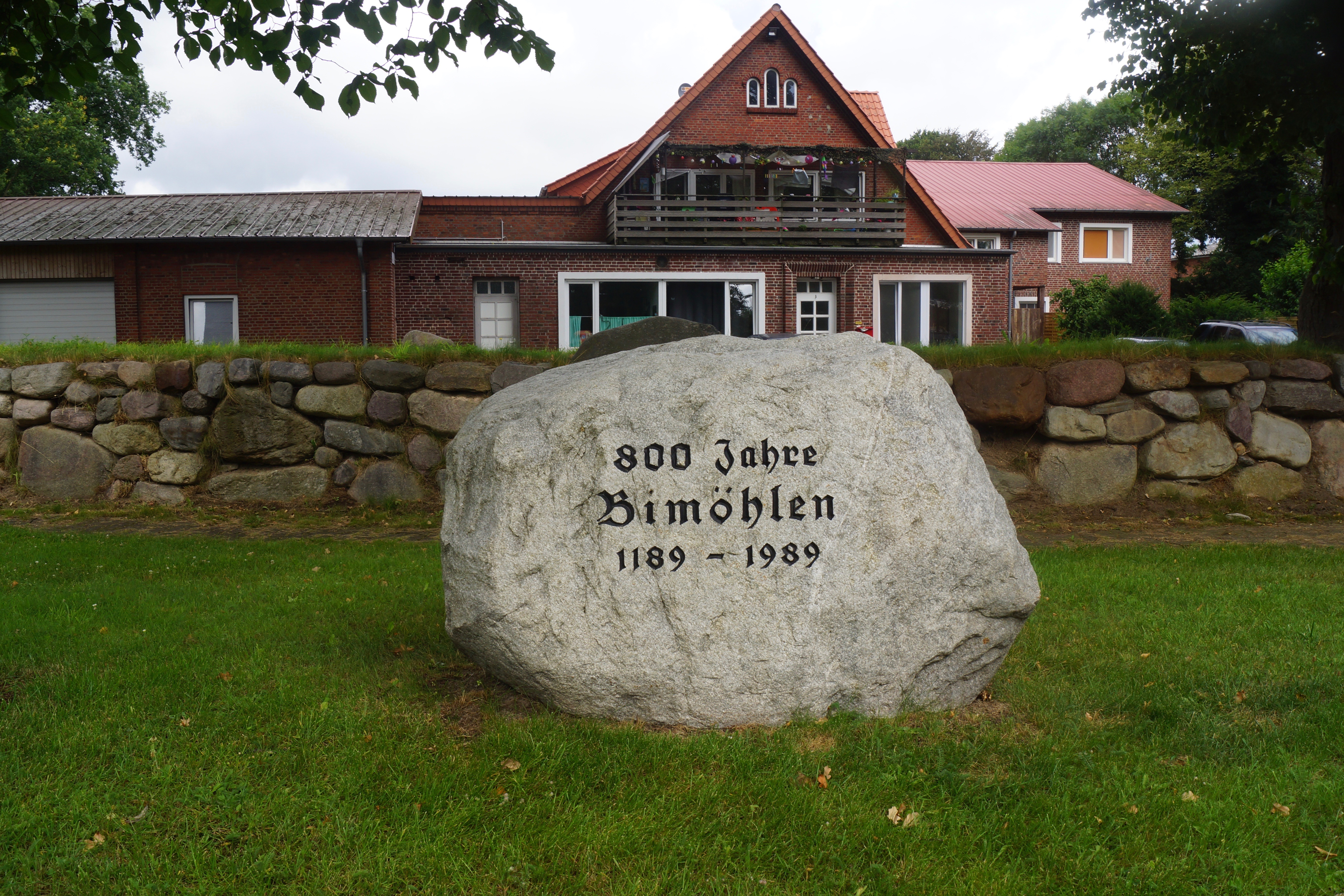
Monument du 950e anniversaire de la première mention écrite de Bimöhlen.